# Російська печера (Башкортостан)
Російська, Кук-Караук-1 (рос. Российская, Кук-Караук-1) — печера в Башкортостані, Росія. Печера горизонтального типу простягання. Загальна протяжність — 240 м. Глибина печери становить 15 м. Категорія складності проходження ходів печери — 1. Печера відноситься до Зиганського підрайону Бельсько-Нукуського району Південної області Західноуральської спелеологічної провінції.